# Tirreno–Adriatico 2020
55. ročník cyklistického závodu Tirreno–Adriatico se konal mezi 7. a 14. zářím 2020 v Itálii. Vítězem se stal Brit Simon Yates (Mitchelton–Scott), který se stal prvním britským vítězem tohoto závodu. Na druhém a třetím místě se umístili Brit Geraint Thomas (Ineos Grenadiers) a Polák Rafał Majka (Bora–Hansgrohe). Původní termín závodu byl určen na 11. - 17. března, ale kvůli pandemii covidu-19 byl přeložen na 7. - 14. září.

## Týmy
Závodu se zúčastnilo celkem 25 týmů, z toho všech 19 UCI WorldTeamů a 6 UCI ProTeamů. Každý tým nastoupil se 7 jezdci, celkem tedy odstartovalo 175 jezdců. Do cíle dojelo 152 jezdců.
Týmy, které se zúčastnily závodu, byly:
UCI WorldTeamy
- AG2R La Mondiale
- Astana
- Bahrain–McLaren
- Bora–Hansgrohe
- CCC Team
- Cofidis
- Deceuninck–Quick-Step
- EF Pro Cycling
- Groupama–FDJ
- Ineos Grenadiers
- Israel Start-Up Nation
- Lotto–Soudal
- Mitchelton–Scott
- Movistar Team
- NTT Pro Cycling
- Team Jumbo–Visma
- Team Sunweb
- Trek–Segafredo
- UAE Team Emirates

UCI ProTeamy
- Alpecin–Fenix
- Androni Giocattoli–Sidermec
- Bardiani–CSF–Faizanè
- Gazprom–RusVelo
- Total Direct Énergie
- Vini Zabù–KTM

## Trasa a etapy
| Etapa         | Datum         | Trasa                                               | Vzdálenost | Typ        | Typ                  | Vítěz                      |
| ------------- | ------------- | --------------------------------------------------- | ---------- | ---------- | -------------------- | -------------------------- |
| 1             | 7. září       | Lido di Camaiore - Lido di Camaiore                 | 133 km     |            | Rovinatá etapa       | Pascal Ackermann (GER)     |
| 2             | 8. září       | Camaiore - Follonica                                | 201 km     |            | Rovinatá etapa       | Pascal Ackermann (GER)     |
| 3             | 9. září       | Follonica - Saturnia                                | 217 km     |            | Kopcovitá etapa      | Michael Woods (CAN)        |
| 4             | 10. září      | Terni - Cascia                                      | 194 km     |            | Horská etapa         | Lucas Hamilton (AUS)       |
| 5             | 11. září      | Norcia - Sassotetto                                 | 202 km     |            | Horská etapa         | Simon Yates (GBR)          |
| 6             | 12. září      | Castelfidardo - Senigallia                          | 171 km     |            | Rovinatá etapa       | Tim Merlier (BEL)          |
| 7             | 13. září      | Pieve Torina - Loreto                               | 181 km     |            | Kopcovitá etapa      | Mathieu van der Poel (NED) |
| 8             | 14. září      | San Benedetto del Tronto - San Benedetto del Tronto | 10,05 km   |            | Individuální časovka | Filippo Ganna (ITA)        |
| Celková délka | Celková délka | 1309,05 km                                          | 1309,05 km | 1309,05 km | 1309,05 km           | 1309,05 km                 |

## Průběžné pořadí
| Etapa          | Vítěz                | Celkové pořadí   | Bodovací soutěž  | Vrchařská soutěž | Soutěž mladých jezdců | Soutěž týmů      |
| -------------- | -------------------- | ---------------- | ---------------- | ---------------- | --------------------- | ---------------- |
| 1              | Pascal Ackermann     | Pascal Ackermann | Pascal Ackermann | Nathan Haas      | Szymon Sajnok         | Bora–Hansgrohe   |
| 2              | Pascal Ackermann     | Pascal Ackermann | Pascal Ackermann | Nathan Haas      | Nicola Bagioli        | Bora–Hansgrohe   |
| 3              | Michael Woods        | Michael Woods    | Pascal Ackermann | Nathan Haas      | Aleksandr Vlasov      | EF Pro Cycling   |
| 4              | Lucas Hamilton       | Michael Woods    | Pascal Ackermann | Michael Woods    | Lucas Hamilton        | Mitchelton–Scott |
| 5              | Simon Yates          | Simon Yates      | Pascal Ackermann | Héctor Carretero | Aleksandr Vlasov      | Astana           |
| 6              | Tim Merlier          | Simon Yates      | Pascal Ackermann | Héctor Carretero | Aleksandr Vlasov      | Astana           |
| 7              | Mathieu van der Poel | Simon Yates      | Pascal Ackermann | Héctor Carretero | Aleksandr Vlasov      | Team Sunweb      |
| 8              | Filippo Ganna        | Simon Yates      | Pascal Ackermann | Héctor Carretero | Aleksandr Vlasov      | Team Sunweb      |
| Konečné pořadí | Konečné pořadí       | Simon Yates      | Pascal Ackermann | Héctor Carretero | Aleksandr Vlasov      | Team Sunweb      |

## Konečné pořadí
| Legenda | Legenda                           | Legenda | Legenda                                 |
| ------- | --------------------------------- | ------- | --------------------------------------- |
|         | Označuje vítěze celkového pořadí. |         | Označuje vítěze vrchařské soutěže.      |
|         | Označuje vítěze bodovací soutěže. |         | Označuje vítěze soutěže mladých jezdců. |

### Celkové pořadí
| Pořadí | Jezdec                   | Tým                   | Čas         |
| ------ | ------------------------ | --------------------- | ----------- |
| 1      | Simon Yates (GBR)        | Mitchelton–Scott      | 32h 07’ 34” |
| 2      | Geraint Thomas (GBR)     | Ineos Grenadiers      | + 17”       |
| 3      | Rafał Majka (POL)        | Bora–Hansgrohe        | + 29”       |
| 4      | Wilco Kelderman (NED)    | Team Sunweb           | + 56”       |
| 5      | Aleksandr Vlasov (RUS)   | Astana                | + 58”       |
| 6      | Fausto Masnada (ITA)     | Deceuninck–Quick-Step | + 1’ 18”    |
| 7      | James Knox (GBR)         | Deceuninck–Quick-Step | + 1’ 14”    |
| 8      | Michael Woods (CAN)      | EF Pro Cycling        | + 2’ 12”    |
| 9      | Gianluca Brambilla (ITA) | Trek–Segafredo        | + 3’ 02”    |
| 10     | Jack Haig (AUS)          | Mitchelton–Scott      | + 3’ 10”    |

### Bodovací soutěž
| Pořadí | Jezdec                 | Tým                   | Body |
| ------ | ---------------------- | --------------------- | ---- |
| 1      | Pascal Ackermann (GER) | Bora–Hansgrohe        | 34   |
| 2      | Geraint Thomas (GBR)   | Ineos Grenadiers      | 27   |
| 3      | Fernando Gaviria (COL) | UAE Team Emirates     | 27   |
| 4      | Wilco Kelderman (NED)  | Team Sunweb           | 26   |
| 5      | Michael Woods (CAN)    | EF Pro Cycling        | 24   |
| 6      | Rafał Majka (POL)      | Bora–Hansgrohe        | 22   |
| 7      | Aleksandr Vlasov (RUS) | Astana                | 22   |
| 8      | Simon Yates (GBR)      | Mitchelton–Scott      | 18   |
| 9      | Tim Merlier (BEL)      | Alpecin–Fenix         | 18   |
| 10     | Fausto Masnada (ITA)   | Deceuninck–Quick-Step | 17   |

### Vrchařská soutěž
| Pořadí | Jezdec                   | Tým              | Body |
| ------ | ------------------------ | ---------------- | ---- |
| 1      | Héctor Carretero (ESP)   | Movistar Team    | 31   |
| 2      | Simon Yates (GBR)        | Mitchelton–Scott | 25   |
| 3      | Michael Woods (CAN)      | EF Pro Cycling   | 20   |
| 4      | Michael Matthews (AUS)   | Team Sunweb      | 15   |
| 5      | Aleksandr Vlasov (RUS)   | Astana           | 15   |
| 6      | Vincenzo Albanese (SUI)  | AG2R La Mondiale | 14   |
| 7      | Geraint Thomas (GBR)     | Ineos Grenadiers | 13   |
| 8      | Carl Fredrik Hagen (NOR) | Lotto–Soudal     | 13   |
| 9      | Rafał Majka (POL)        | Bora–Hansgrohe   | 12   |
| 10     | Dries De Bondt (BEL)     | Alpecin–Fenix    | 11   |

### Soutěž mladých jezdců
| Pořadí | Jezdec                   | Tým                   | Čas         |
| ------ | ------------------------ | --------------------- | ----------- |
| 1      | Aleksandr Vlasov (RUS)   | Astana                | 32h 08’ 32” |
| 2      | James Knox (GBR)         | Deceuninck–Quick-Step | + 43”       |
| 3      | Sam Oomen (NED)          | Team Sunweb           | + 2’ 13”    |
| 4      | Jai Hindley (AUS)        | Team Sunweb           | + 2’ 47”    |
| 5      | Děnis Nekrasov (RUS)     | Gazprom–RusVelo       | + 7’ 30”    |
| 6      | Jaakko Hänninen (FIN)    | AG2R La Mondiale      | + 8’ 22”    |
| 7      | Matteo Fabbro (ITA)      | Bora–Hansgrohe        | + 13’ 33”   |
| 8      | Tao Geoghegan Hart (GBR) | Ineos Grenadiers      | + 13’ 33”   |
| 9      | Óscar Rodríguez (ESP)    | Astana                | + 13’ 43”   |
| 10     | Lucas Hamilton (AUS)     | Mitchelton–Scott      | + 14’ 22”   |

### Soutěž týmů
| Pořadí | Tým              | Čas         |
| ------ | ---------------- | ----------- |
| 1      | Team Sunweb      | 96h 29’ 59” |
| 2      | Astana           | + 46”       |
| 3      | EF Pro Cycling   | + 8’ 44”    |
| 4      | Mitchelton–Scott | + 10’ 44”   |
| 5      | AG2R La Mondiale | + 16’ 15”   |
| 6      | Bora–Hansgrohe   | + 21’ 55”   |
| 7      | Trek–Segafredo   | + 23’ 29”   |
| 8      | CCC Team         | + 27’ 15”   |
| 9      | Groupama–FDJ     | + 29’ 06”   |
| 10     | Ineos Grenadiers | + 33’ 50”   |